# CAMK1
CAMK1 (англ. Calcium/calmodulin dependent protein kinase I) – білок, який кодується однойменним геном, розташованим у людей на короткому плечі 3-ї хромосоми.  Довжина поліпептидного ланцюга білка становить 370 амінокислот, а молекулярна маса — 41 337.
| 10         |  | 20         |  | 30         |  | 40         |  | 50         |
| ---------- |  | ---------- |  | ---------- |  | ---------- |  | ---------- |
| MLGAVEGPRW |  | KQAEDIRDIY |  | DFRDVLGTGA |  | FSEVILAEDK |  | RTQKLVAIKC |
| IAKEALEGKE |  | GSMENEIAVL |  | HKIKHPNIVA |  | LDDIYESGGH |  | LYLIMQLVSG |
| GELFDRIVEK |  | GFYTERDASR |  | LIFQVLDAVK |  | YLHDLGIVHR |  | DLKPENLLYY |
| SLDEDSKIMI |  | SDFGLSKMED |  | PGSVLSTACG |  | TPGYVAPEVL |  | AQKPYSKAVD |
| CWSIGVIAYI |  | LLCGYPPFYD |  | ENDAKLFEQI |  | LKAEYEFDSP |  | YWDDISDSAK |
| DFIRHLMEKD |  | PEKRFTCEQA |  | LQHPWIAGDT |  | ALDKNIHQSV |  | SEQIKKNFAK |
| SKWKQAFNAT |  | AVVRHMRKLQ |  | LGTSQEGQGQ |  | TASHGELLTP |  | VAGGPAAGCC |
| CRDCCVEPGT |  | ELSPTLPHQL |  |            |  |            |  |            |

A: Аланін

C: Цистеїн

D: Аспарагінова кислота

E: Глутамінова кислота

F: Фенілаланін

G: Гліцин

H: Гістидин

I: Ізолейцин

K: Лізин

L: Лейцин

M: Метіонін

N: Аспарагін

P: Пролін

Q: Глутамін

R: Аргінін

S: Серин

T: Треонін

V: Валін

W: Триптофан

Кодований геном білок за функціями належить до трансфераз, кіназ, серин/треонінових протеїнкіназ, білків розвитку, фосфопротеїнів. 
Задіяний у таких біологічних процесах як клітинний цикл, диференціація, нейрогенез, поліморфізм. 
Білок має сайт для зв'язування з АТФ, нуклеотидами, молекулою кальмодуліну. 
Локалізований у цитоплазмі, ядрі.